# Phuwiangvenator yaemniyomi
Phuwiangvenator yaemniyomi es la única especie conocida del género extinto Phuwiangvenator ("cazador de Phu Wiang") de dinosaurio terópodo megaraptorano que vivió a principios del período Cretácico, hace aproximadamente 130 millones de años durante el Barremiense en lo que ahora es Asia. Solo se conoce una especie, P. yaemniyomi, encontrada en rocas de la Formación Sao Khua, Tailandia. El espécimen holotipo fue hallado inicialmente en 1993, antes de ser nombrado y descrito científicamente en 2019. La muestra del holotipo consta de un esqueleto parcial que consta de una vértebra dorsal, tres vértebras sacras fusionadas, metacarpiano II derecho, falanges manuales y unguales derechas, tibias derecha e izquierda, astragalocalcáneo izquierdo, metatarso izquierdo I, metatarso derecho II-IV, falanges del píe derechas y unguales, con un espécimen referido que incluye un intercentro atlantal y un astragalocalcano derecho que se encontraron juntos. En los análisis filogenéticos se encontró que era el megarraptoriano más basal.